# استروید سیتی
استروید سیتی (انگلیسی: Asteroid City) (فارسی: سیّارک‌آباد) فیلم کمدی-درامِ آمریکایی محصول ۲۰۲۳ به کارگردانی وس اندرسن است که بر اساس داستانی از اندرسن و رومن کوپولا ساخته شد. گروهی از بازیگران شامل جیسون شوارتزمن، اسکارلت جوهانسون، تام هنکس، جفری رایت، تیلدا سوینتن، برایان کرانستون، ادوارد نورتون، آدرین برودی، لیو شرایبر، هوپ دیویس، استیو پارک، روپرت فرند، مایا هاک، استیو کرل، مت دیلون، هانگ چائو، ویلم دفو، مارگو رابی، تونی ریوولوری، جیک ریان، و جف گلدبلوم در این فیلم حضور دارند. داستان فرامتنِ آن به رخدادهای همایش اخترشناسی در سال ۱۹۵۵ می‌پردازد.
این پروژه نخستین بار در سپتامبر ۲۰۲۰ به عنوان فیلم عاشقانهٔ فاقد نام به نویسندگی، تهیه‌کنندگی و کارگردانی اندرسون معرفی شد. مراحل فیلم‌برداری بین اوت تا اکتبر ۲۰۲۱ توسط فیلم‌بردار رابرت یئومان در اسپانیا صورت گرفت. فرایند پس از تولید با حضور تدوین‌گر بارنی پیلینگ تکمیل شد و موسیقی متن آن توسط الکساندر دسپلا، آهنگساز غالب فیلم‌های اندرسون، ساخته شد. عنوان رسمی فیلم در اکتبر ۲۰۲۱ در جشنواره فیلم لندن اعلام شد.
استروید سیتی در ۲۳ مهٔ ۲۰۲۳ در هفتاد و ششمین جشنواره فیلم کن به نمایش درآمد و در آن‌جا برای کسب نخل طلا در رقابت بود. این فیلم در ۱۶ ژوئن ۲۰۲۳ به‌وسیلهٔ فوکس فیچرز در ایالات متحده اکران محدودی داشت و اکران گسترده‌اش را هفتهٔ بعد، در ۲۳ ژوئن به‌وسیلهٔ فوکس فیچرز آغاز کرد. این فیلم ۵۴ میلیون دلار در جهان فروش داشته و نقدهای عموماً مثبتی از طرف منتقدان دریافت کرده است.

## بازیگران

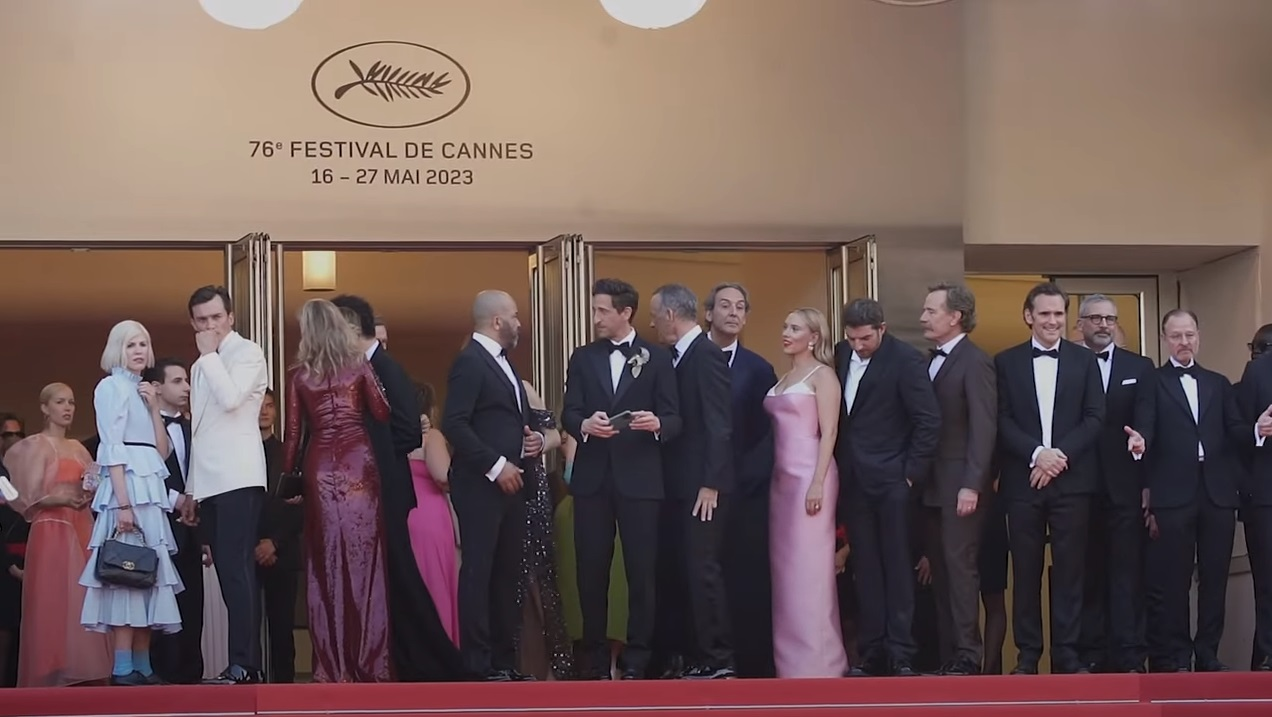
گروه بازیگران در جشنواره فیلم کن، ۲۰۲۳

- جیسون شوارتزمن
- اسکارلت جوهانسون
- تام هنکس
- جفری رایت
- تیلدا سوینتن
- برایان کرانستون
- ادوارد نورتون
- آدرین برودی
- لیو شرایبر
- هوپ دیویس
- استیو پارک
- روپرت فرند
- مایا هاک
- استیو کرل
- مت دیلون
- هانگ چائو
- ویلم دفو
- مارگو رابی
- تونی ریوولوری
- جیک ریان
- جف گلدبلوم

## تولید
در سپتامبر ۲۰۲۰ گزارش شد که وس اندرسن یک فیلم عاشقانه را نویسندگی و کارگردانی می‌کند. او همچنین در کنار جرمی داوسون و استیون ام. رالس از طریق امریکن امپریکال پیکچرز و ایندین پین‌براش فیلم را تولید می‌کند. در فوریه ۲۰۲۱، مایکل سرا و جف گلدبلوم وارد مذاکره برای بازی در این فیلم شدند. در آن زمان فیلم دربارهٔ «گروهی از نوجوانان خوش‌فکر» توصیف شد. در ژوئن ۲۰۲۱، تیلدا سوینتون اولین فردی بود که به‌طور رسمی برای بازیگری انتخاب شد. سپس بیل مری، آدرین برودی،و تام هنکس در ژوئیه به گروه بازیگران پیوستند. در اوت، مارگو رابی، روپرت فرند، جیسون شوارتزمن، اسکارلت جوهانسون، برایان کرانستون، هوپ دیویس، جفری رایت و لیو شرایبر به عنوان بخشی از این گروه اعلام شدند.
فیلم‌برداری اصلی که ابتدا در رم صورت گرفت، در اوت ۲۰۲۱ در اسپانیا آغاز شد، و قرار بود در اواخر سپتامبر به پایان برسد. چندین مکان در چینچون، مادرید، مشابهٔ چشم‌انداز بیابان و یک ایستگاه قطار ساختگی برای فیلم‌برداری استفاده شدند.

## انتشار
استروید سیتی در ۲۳ مهٔ ۲۰۲۳ در هفتاد و ششمین جشنواره فیلم کن به نمایش درآمد. این فیلم در ۱۶ ژوئن ۲۰۲۳ اکران محدودی در ایالات متحده، در شهر نیویورک و لس آنجلس داشت، و در ۲۳ ژوئن ۲۰۲۳ اکران گستردهٔ خود را آغاز کرد. این فیلم پیش از این، در سوئد و تعداد محدودی از کشورهای دیگر در ۹ ژوئن ۲۰۲۳ به نمایش درآمد.

### درجه‌بندی توسط انجمن تصاویر متحرک آمریکا
در ایالات متحده، انجمن سینمایی آمریکا ابتدا به‌دلیل «برهنگی واضح مختصر» به فیلم درجه‌بندی R را داد. فوکس فیچرز به این تصمیم درخواست تجدید نظر کرد و درجه‌بندی فیلم به‌علت «برهنگی واضح مختصر، استعمال دخانیات، و اصول شهوت‌انگیز» به PG-13 تغییر یافت.

## بازخورد

### گیشه
استروید سیتی ۲۸٫۲ میلیون دلار در ایالات متحده و کانادا و نیز ۲۵٫۸ میلیون دلار در سایر کشورها فروش داشته است که فروش جهانی آن در کل به ۵۴ میلیون دلار رسید.
در آخر هفته افتتاحیه محدود، استروید سیتی از شش سالن ۸۵۳٫۳۸۲ دلار فروش کرد و در رده دهم قرار گرفت. این فیلم که شمار سینماهای آن در دومین آخر هفتهٔ اکران به ۱٫۶۷۵ گسترش یافت، پیش‌بینی می‌شد که ۷ تا ۸ میلیون دلار بفروشد. این فیلم در نخستین روز اکران گسترده خود ۳٫۸ میلیون دلار شامل ۱٫۱ میلیون دلار از پیش نمایش‌های پنجشنبه شب به دست آورد. در ادامه به فروش ۹ میلیون دلاری رسید و در جایگاه ششم قرار گرفت.

### منتقدان
در وبگاه نقد و بررسی راتن تومیتوز، استروید سیتی بر اساس نظر ۳۵۶ منتقد، امتیاز ۷۵٪ با میانگین نمرهٔ ۶٫۹/۱۰ را کسب کرد. اجماع منتقدان این وبگاه می‌گوید: «بعید است که استروید سیتی بتواند تعداد زیادی از تغییرات وس اندرسون را جذب کند، اما کسانی که به سبک خاص او واکنش نشان می‌دهند، این فیلم را بازگشتی به فرم بسیار منظم خواهند دید.» این فیلم در متاکریتیک، که از میانگین وزنی استفاده می‌کند، بر اساس نظر ۶۰ منتقد امتیاز ۷۶ از ۱۰۰ را کسب کرده که نشان‌گر «نقدهای عموماً مطلوب» است. تماشاگران شرکت‌کننده در نظرسنجی سینماسکور، به این فیلم نمرهٔ «B» در مقیاس «A+» تا «F» دادند، در حالی که نظرسنجی‌های پست‌ترک گزارش دادند که ۷۸ درصد از مخاطبان به فیلم نمره مثبت داده‌اند و ۵۱ درصد گفته‌اند که قطعاً آن را توصیه می‌کنند.